# Михаил Седянков
Михаил Седянков е български скиор, състезател по алпийски ски.

## Биография
Роден е през 1982 г. в Девин, България.
Участва на световното първенство в Бормио през 2005 г. и се класира 27-ми в комбинацията, както и на зимната олимпиада в Торино през 2006 г., където е 31-ви в комбинацията, а в слалома не успява да завърши. Седянков се състезава и на три зимни Универсиади - в Закопане, Полша през 2001 г., Тарвизио, Италия през 2003 г. и в Бардонекия, Италия 2007 г., както и на младежкото световно първенство през 2001 г. През кариерата си записва 18 старта за Европейската купа по алпийски ски.
Национален шампион на България в дисциплината слалом за 2009 г.
Спечелил е общо четири международни състезания при мъжете, включени в календара на Международната федерация по ски (ФИС), като и четирите са в дисциплината слалом - Улудаг/Бурса, Турция (16 януари 2001 г.); Банско, България (23 декември 2008 г.); Банско, България (9 април 2009 г.); Банско, България (19 декември 2009 г.). Най-доброто класиране на Седянков в ранглистата на Международната федерация по ски (ФИС) е 183-то място с 19.53 ФИС точки във втората ранглиста за сезон 2009/2010.
| Олимпийски игри | Торино 2006              |
| Комбинация      | 31                       |
| Слалом          | не завършва в първи манш |

| Световно първенство | Бормио 2005              |
| Комбинация          | 27                       |
| Гигантски слалом    | не завършва в първи манш |
| Слалом              | не завършва в първи манш |